# Nacaeus opacus
Nacaeus opacus är en skalbaggsart som först beskrevs av Fauvel 1865.  Nacaeus opacus ingår i släktet Nacaeus och familjen kortvingar. Inga underarter finns listade i Catalogue of Life.